# Un fantôme dans la bataille
Pour plus de détails, voir Fiche technique et Distribution.
Un fantôme dans la bataille (Un fantasma en la batalla) est un film espagnol réalisé par Agustín Díaz Yanes, dont la sortie est prévue en 2025.
Le film, produit par Juan Antonio Bayona, Belén Atienza et Sandra Hermida, est inspiré d'une histoire vraie.

## Synopsis
Dans l'Espagne des années 1990 et 2000, Amaia, une jeune garde civile s'infiltre au sein du mouvement nationaliste basque ETA, notamment dans des opérations dans le sud de la France, plus particulièrement dans le département des Pyrénées-Atlantiques.

## Fiche technique
- Titre original : Un fantasma en la batalla
- Réalisation : Agustín Díaz Yanes
- Production : Juan Antonio Bayona, Belén Atienza et Sandra Hermida
- Scénario : Agustín Díaz Yanes
- Photographie : Paco Femenía
- Chef décorateur : Alain Bainée
- Pays d'origine :  Espagne
- Langue originale : espagnol
- Date de sortie prévue : 2025

## Distribution
- Susana Abaitua : Amaia
- Raúl Arévalo
- Ariadna Gil